# Stephans Quintett
Stephans Quintett ist eine Gruppe von fünf Galaxien im Sternbild Pegasus, die am 22. September 1877 von dem französischen Astronom Édouard Jean-Marie Stephan entdeckt wurde. Die Galaxiengruppe besteht aus den Galaxien NGC 7317, NGC 7318A, NGC 7318B, NGC 7319 und NGC 7320C.

Stephans Quintett
Aufnahme James-Webb-Weltraumteleskop
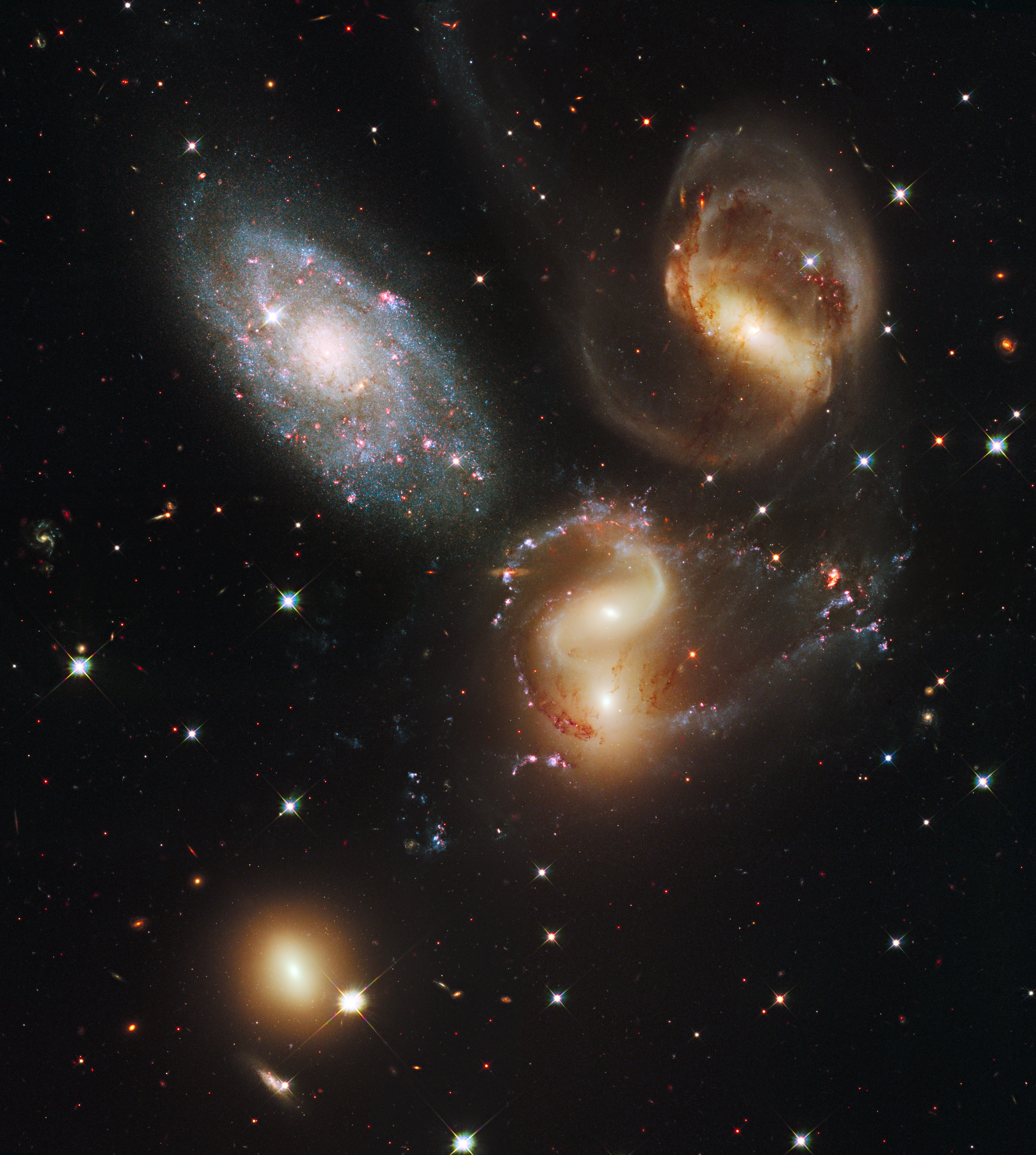
Aufnahme Hubble-Weltraumteleskop
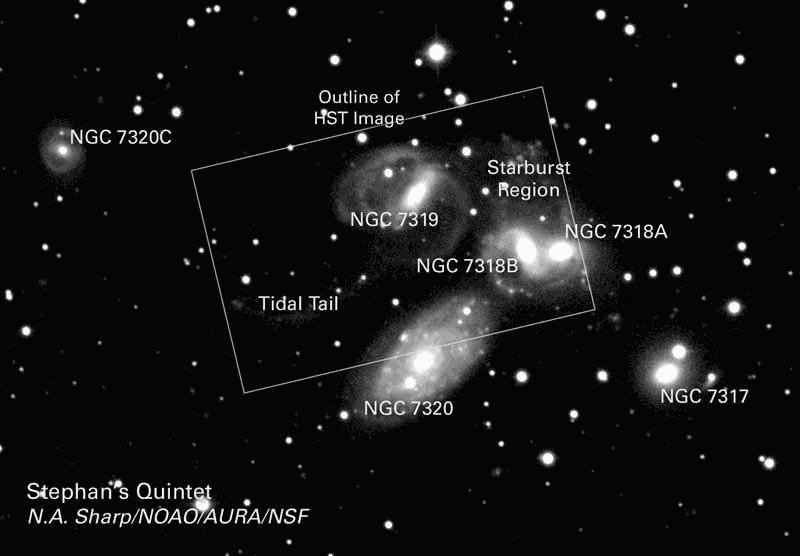
Illustration mit Beschriftungen

## Beschreibung
Die Galaxien NGC 7317 bis NGC 7319 bilden ein räumlich enges, wechselwirkendes System in etwa 300 Millionen Lichtjahren Entfernung. Aufgrund der gegenseitigen Gravitationswirkung sind die Spiralarme der Galaxien unregelmäßig verformt.
NGC 7320 wurde ursprünglich vom Namensgeber zu Stephans Quintett gerechnet, jedoch handelt es sich bei dieser Galaxie aufgrund einer deutlich niedrigeren heliozentrischen radialen Relativgeschwindigkeit (~ 800 km/s gegenüber ~ 6500–7000 km/s bei den anderen Galaxien) um eine Vordergrundgalaxie in rund 45 Millionen Lichtjahren Entfernung, die lediglich durch die Projektion mit Stephans Quintett zusammenfällt.
Stattdessen wird heute NGC 7320C zum Quintett hinzugezählt, so dass es weiterhin fünf Galaxien sind.

## Wasserstoff
Anfang 2006 entdeckten Philip N. Appleton, Cong Kevin Xu (徐聪) und andere bei einer Auswertung von Aufnahmen des Spitzer-Weltraumteleskops starke Spuren von molekularem Wasserstoff (H2), der sich mit einer Geschwindigkeit von 870 km/s verteilt. Man geht davon aus, dass sich die Wasserstoffmoleküle durch die Stoßwelle bilden, die die Galaxie NGC 7318B bei ihrem Sturz ins Zentrum der Gruppe im intergalaktischen Medium auslöst.
Die intergalaktische Stoßwelle erstreckt sich über eine Breite von 24 kpc.
Appleton, Xu und ihre Kollegen befassten sich im Laufe der folgenden Jahre intensiv mit dem Wasserstoff in Stephans Quintett.
Als Spitzer, ein Infrarotteleskop, am 30. Januar 2020 abgeschaltet wurde, wechselten sie zum Radioteleskop FAST in Guizhou, das mit seiner effektiven Apertur von 300 m sehr empfindlich ist. Mit seinen 19 L-Band-Detektoren beobachteten sie Stephans Quintett im Bereich der HI-Linie (21 cm). Dabei entdeckten sie eine 600 kpc große Struktur aus atomarem Wasserstoff (H1). Die Wissenschaftler nehmen an, dass sich die Struktur vor etwa 1 Milliarde Jahren durch Gezeitenkräfte gebildet hatte, die beim ersten Zusammentreffen der Galaxien von Stephans Quintett aufgetreten waren. Das Wasserstoffgas besitzt nur eine geringe Dichte (1018/cm2). Nach den geltenden Vorstellungen hätte es in dieser Form nicht über eine derart lange Zeit überdauern dürfen. Daher müssen nun neue Modelle für derartige Galaxiengruppen ausgearbeitet werden.

## Beobachtbarkeit
Die Galaxien von Stephans Quintett besitzen eine Helligkeit von etwa 13 mag. Um sie zu beobachten, benötigt man ein Teleskop mit mindestens 20 cm Öffnung.

Stephans Quintett und die Galaxie NGC 7331 durch ein 20-cm-Amateurteleskop fotografiert.
Stephans Quintett. Das rote Rechteck entspricht dem fotografierten Ausschnitt.
Amateuraufnahme von Stephans Quintett und NGC7331. Der abgebildete Bildausschnitt ist in der Aufsuchkarte markiert.